# 別速惕
別速惕（羅馬化：Besüd，羅馬化：Besūt，見《史集》），是中世紀尼倫蒙古部落，《蒙古秘史》记为别速惕，部分书籍也写作贝苏特。這部落現在主要分布在喀爾喀的和托輝特部、內蒙古鄂爾多斯部的蒙古人、東歐的卡爾梅克人和阿富汗的哈扎拉人中。在蒙古國，以貝蘇特（別速惕）為姓氏者人數超過30000人。

## 歷史
別速惕的起源於成吉思汗的祖先海都汗的後裔。據專家介紹，海都生活在11-12世紀之交。因此，可以假設別速惕部落出現在11世紀末。根据《元朝秘史》的传说，蒙古部核心氏族孛儿只斤氏的海都汗之子察剌孩领忽通过收继婚（娶寡嫂）生下儿子别速台，其子孙以“别速惕”为氏。《史集》称察剌孩领忽的后裔形成了“赤那思”氏族，其中一支后来称泰赤乌氏。而别速惕氏为察剌孩领忽的外甥屯必乃・薛禅第九子忽塔台的子孙，两者记载存在矛盾。但別速惕氏还是被认为是孛端察儿为始祖的孛儿只斤氏分支。孛儿只斤氏在蒙古部中最为强盛，衍生出众多下属氏族，但随时间推移，氏族间差距逐渐拉大。弱小的别速惕氏分散依附于以泰赤乌氏为代表的强势氏族，仅以属民身份勉强存续。
12世纪末，蒙古部乞颜・孛儿只斤氏的铁木真（成吉思汗）被推举为汗，泰赤乌部拒不承认，与成吉思汗势力形成敌对。依附泰赤乌氏的别速惕部民也随之与成吉思汗对立。在札木合被推举为“古儿汗”后，泰赤乌等诸部与铁木真爆发阔亦田之战。别速惕氏武将、泰赤乌属民只儿豁阿歹以毒箭射伤铁木真，立下战功。后铁木真在者勒蔑的照料下脱险，战争以铁木真胜利告终。战后，只儿豁阿歹在锁儿罕失剌陪同下投降，成吉思汗赏识其技艺与人品，赐名“哲别”并收为部下。除哲别外，别速惕氏中还有迭该与古出古儿兄弟脱离泰赤乌氏效力铁木真。据传，兄弟俩因父亲被泰赤乌氏杀害，由担心儿子前途的母亲拜都儿·哈敦带领投奔铁木真。迭该率领的千户被赐予窝阔台，迭该家族世代侍奉窝阔台家族。
該部有名人物是哲別和闊闊出、拜住。哲别加入成吉思汗麾下后，在多次征服战争中屡立奇功，成为成吉思汗的得力武将，被称为“四犬”（蒙古四大猛将）之一。其家族在蒙古帝国中显赫一时，涌现出许多“那可儿”（伴当），尤以侍奉窝阔台至蒙哥时期的拜住最为著名。
成吉思汗從別速惕中形成了兩個mingan（千戶），並將其授予了他的弟弟帖木哥斡赤斤。從那時起，別速惕部一直處於黃金家族代表的控制之下。元朝覆灭后，别速惕氏的具体演变已不可考，但组成鄂尔多斯部的“鄂托克”中仍包含“别速惕”（Besüd）之名。十六世紀中葉，他們被格哷森札台吉的次子诺颜泰哈坦巴图尔所擁有，成為北部喀爾喀七個分支的一部分。十六世紀，他們生活在杭愛山脈，從十七世紀初開始，他們遷移到阿爾泰山脈的東南坡，並在那裡定居。
起初，別速惕是一個龐大而眾多的部落，隨著時間的推移，他們不再作為一個整體存在。他們中的一些人與其他蒙古人融合后，在許多地方定居，
定居在阿富汗的別速惕部也是哈扎拉人的主要部落之一，前阿富汗副總統卡里姆·哈利利和蘇丹阿裡·凱什曼德也是別速惕人。